# حمض الراسيميك

حمض الطرطريك في رسم بالقلم الرصاص

بلورات حمض الراسيمي مرسومة كما لو أنها تُرى من خلال المجهر الضوئي

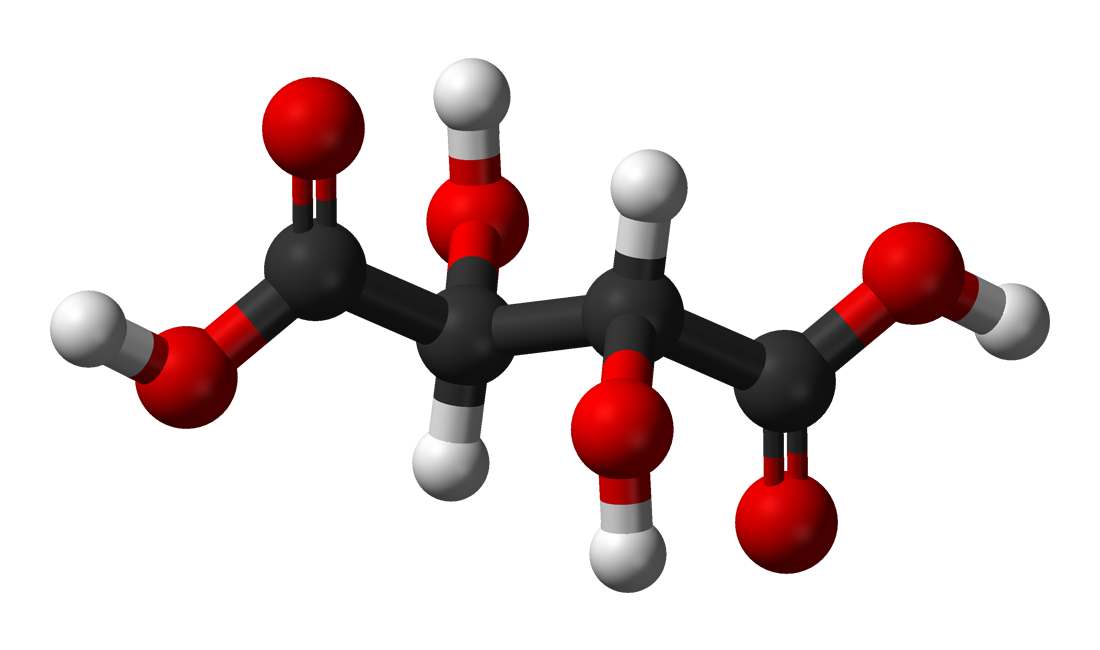
صورة مقدمة بالكمبيوتر للجزيء الأيمن

## حمض الراسيميك
حمض الراسيميك هو اسم قديم لشكل غير نشط بصري أو راسيمي من حمض الطرطريك. وهو عبارة عن خليط متساوٍ من اثنين من الأيزومرات ذات الصورة المرآة (المتصاوغات الضوئية) النشطة بصريًا في اتجاهين متعاكسين. ويحدث بشكل طبيعي في عصير العنب.
يعد ملح الصوديوم والأمونيوم الخاص بحمض الطرطريك أمرًا غير معتاد بين المخاليط الراسمية لأنه أثناء التبلور يمكن أن ينفصل إلى نوعين من البلورات، يتكون كل منهما من أيزومر واحد، وتكون أشكالها البلورية العيانية عبارة عن صور مرآة لبعضها البعض. وهكذا، تمكن لويس باستور في عام 1848 من عزل كل من المتصاوغين عن طريق فصل النوعين من البلورات باستخدام ملاقط دقيقة وعدسة يدوية. أعلن باستير عن نيته حل حمض الراسيميك في:
لويس باستور (1848) "حول العلاقات التي يمكن أن توجد بين الشكل البلوري والتركيب الكيميائي وحس الاستقطاب الدوار"
بينما قدم تحليله لحمض الراسيميك إلى أيزومرات بصرية منفصلة في:
لويس باستور (1850) "أبحاث حول الخصائص المحددة للأحماض الثنائية التي تشكل الحمض الراسمي"
في الورقة الأخيرة، يرسم باستير رسومات تخطيطية من الواقع الملموس الطبيعي للبوليتوبات اللولبية على الأرجح لأول مرة. تمت ملاحظة الخاصية البصرية لحمض الطرطريك لأول مرة في عام 1832 من قبل جان بابتيست بيوت، الذي لاحظ قدرته على تدوير الضوء المستقطب. لا يزال من غير المعروف ما إذا كان آرثر كايلي أو لودفيج شلايفلي، أو غيرهم من علماء الرياضيات المعاصرين الذين درسوا البوليتوبات، على علم بالعمل الفرنسي.
في عمليتي إعادة تمثيل حديثتين تم إجراؤهما في اليابان لتجربة باستور، ثبت أن تحضير البلورات لم يكن قابلاً للتكرار كثيرًا. تشوهت البلورات، لكنها كانت كبيرة بما يكفي لفحصها بالعين المجردة (المجهر غير مطلوب).